# Universidade das Antilhas
 A Universidade das Índias Ocidentais em francês:  Université des Antilles (em francês:  Université des Antilles, que significa Universidade das Antilhas e traduzida oficialmente como Universidade das Antilhas Francesas) é uma universidade pública francesa, com sede nas Índias Ocidentais Francesas.
A Universidade possui 3 campi:
- dois em Guadalupe: Fouillole (Pointe-à-Pitre) e Saint-Claude,
- um na Martinica: Schœlcher (enquanto também existe o campus da IUFM em Fort-de-France e o campus médico (CHRU, um hospital universitário regional) de La Meynard em Le Lamentin).

Anteriormente, fazia parte de uma instituição maior em combinação com campus na Guiana Francesa, conhecida como Universidade das Índias Ocidentais Francesas e Guiana. Como resultado de disputas de financiamento, essa universidade foi separada em duas instituições distintas, com base em suas partes constituintes na Guiana Francesa e nas Pequenas Antilhas, respectivamente. O processo de separação foi concluído em 1 de janeiro de 2015.